# Pisandro (general)
Pisandro (griego: Πείσανδρος) fue un general espartano durante la guerra de Corinto. En el año 395 a. C. fue situado al frente de la flota espartana en el Egeo por su hermanastro, el rey Agesilao II. Pero Pisandro era un general relativamente inexperto, y en su primer combate, en la Batalla de Cnidos, la flota espartana fue derrotada decisivamente por Conón. Pisandro murió luchando a bordo de su nave.